# Crataegus dispar
Crataegus dispar — вид квіткових рослин із родини трояндових (Rosaceae).

## Біоморфологічна характеристика
Це кущ або дерево 50 дм заввишки. Гілки ± плакучі. Молоді гілочки притиснуто запушені, 2–3-річні темно-сірі або сіро-бурі; колючки на гілочках відсутні або численні, прямі, 2-річні пурпурно-коричневі, тонкі, 3–4 см. Листки: ніжки листків 20–35% від довжини пластини, густо притиснуті-волосисті молодими, залозисті; листові пластини зворотно-яйцеподібно-лопатоподібні, 2.3–3.5 см, тонкі, основа поступово звужена, частки по 2 на стороні, хвилі неглибокі, верхівки часток гострі, краї залозисто-зубчасті, нижня поверхня ± стійко запушена, верх густо-волосистий. Суцвіття 2–4-квіткові. Квітки 13–16 мм у діаметрі; гіпантій густо запушений; чашолистки вузькі, 3 мм; пиляки кольору слонової кістки. Яблука яскраві оранжево-червоні або червонуваті, круглі, 8–12 мм у діаметрі, від голих до злегка запушених. Період цвітіння: березень і квітень; період плодоношення: липень і серпень.

## Ареал
Ендемік південного сходу США (Алабама, Флорида, Джорджія, Південна Кароліна).
Населяє чагарниковий піщаний ґрунт; на висотах 30–100 метрів.